# Лазарешти (Горж)
Лазарешти (рум. Lăzărești) насеље је у Румунији у округу Горж у општини Бумбешти-Жиу. Oпштина се налази на надморској висини од 356 m.

## Становништво
Према подацима из 2002. године у насељу је живело 368 становника.

### Попис2002.
| Расподела становништва по националности 2002.‍ | Расподела становништва по националности 2002.‍ | Расподела становништва по националности 2002.‍ | Расподела становништва по националности 2002.‍ | Расподела становништва по националности 2002.‍ |
| --------------------------------------------- | --------------------------------------------- | --------------------------------------------- | --------------------------------------------- | --------------------------------------------- |
|                                               |                                               |                                               |                                               |                                               |
| Румуни                                        | Румуни                                        |                                               | 326                                           | 88,6%                                         |
| Роми                                          | Роми                                          |                                               | 42                                            | 11,4%                                         |